# バニシング・ポイント (映画)
『バニシング・ポイント』（Vanishing Point）は、1971年製作のアメリカ映画。リチャード・C・サラフィアン監督によるロードムービー、カーアクション映画である。

## 概要
他愛のないことを切っ掛けとして、理由も見えず、ただひたすら車を走らせる男を描いた本作は、アメリカン・ニューシネマに分類される。劇中にタイムリミットの設定があるため、たびたび主人公の現在地と時刻が字幕で挿入され、さらに主人公の過去と現在が入り混じるフラッシュバックの手法が多用されている。また、ロードムービーとして、1970年代当時のアメリカでの特異な風俗・文化・ムーブメントがシークエンスの中で描かれた。
まずイギリスで公開され、シーンをカットしてからアメリカ、日本で公開されたために、イギリス公開版にのみ存在するシーンと出演者がいる。公開当時のアメリカでの収益こそふるわなかったが、日本では第45回（1971年度）キネマ旬報ベストテンで第5位に選ばれており、アメリカでも現在にいたるまでカルト的な人気がある。
脚本を担当したギレルモ・ケインという人物については正体不明であったが、後年にギリェルモ・カブレラ＝インファンテであったことが判明している。
1997年に、ヴィゴ・モーテンセン主演のTVムービー『バニシング・ポイント 激走2000キロ』としてリメイクされたが、主人公の設定等に若干の相違がある。また、同1997年にはプライマル・スクリームが本作にインスパイアされた同名アルバム『バニシング・ポイント』と、主人公の名前を冠した先行シングル「コワルスキ（Kowalski）」を発表している。2007年製作のクエンティン・タランティーノ監督の映画『デス・プルーフ in グラインドハウス』の後半部では、主要登場人物が、本作と主人公への熱い想いを語り、白の70年型ダッジ・チャレンジャーの中古車によるカー・スタントが繰り広げられた。ガンズ・アンド・ローゼズの楽曲『ブレイクダウン』（ユーズ・ユア・イリュージョン II収録）でもセリフが一部引用されている。
元々監督のサラフィアンがスウェーデン映画の「野いちご」をアメリカで撮影しようと企画した物が始まりである。そのため、企画段階ではジーン・ハックマン主演で中年男性が車で暴走しながら過去を振り返っていくといった話になっていた。また、ヌーヴェルヴァーグの「勝手にしやがれ」にも影響を受けており、当初はジャン・リュック・ゴダールの私物であり彼の映画に何度も登場しているフォードに乗る予定だったが20世紀フォックスがダッジクライスラーと契約し、タイアップとしてダッジ・チャレンジャー’70を使わせてくれることになった為カーアクション映画となった。「勝手にしやがれ」の影響としてはもう1つ“無意味な犯行”を行っている事も挙げられる。
コワルスキーが運転しているチャレンジャーがクラッシュするシーンではシボレーのカマロ’67に変わっている。わかりやすい特徴はクラッシュ時に宙を舞うボンネットがフラットなタイプであるがチャレンジャー’70はフラットなボンネットは装備されていない。

## ストーリー
1970年代のアメリカ合衆国で、新車の陸送を仕事としている男コワルスキーは、請け負った「白の1970年型ダッジ・チャレンジャー」の陸送で、翌日の午後3時までの15時間でコロラド州デンバーからサンフランシスコまで到着させるという無謀な賭けをすることになった。途中、スピード違反で警察に追いかけられ、派手に騒ぎを起こして振り切ったことを地方ラジオ局の盲目の黒人DJ・スーパー・ソウルに放送されたこともあって、他愛のない賭けは思わぬ大騒動へと発展する。かつてベトナム戦争に従軍した退役アメリカ陸軍軍人であり、レースドライバーであり、警官であったこともあり、そして愛する女を失った男であるコワルスキーは、数々の障害が降りかかろうと、道々に追跡してくる警察を蹴散らし、ただひたすら車を走らせ続ける。そんな彼に対して、スーパー・ソウルを始め、共感するものたちの輪が広がっていき、ある者は協力し、またある者は声援を送った。その有様を苦々しく思う警察は、威信にかけてコワルスキーを止めようと異常なまでの検問をひく。しかし、コワルスキーは自らの消失点（バニシング・ポイント）に向かうかのように、アクセルを踏み続けるのだった。

## キャスト
| 役名                                 | 俳優                       | 日本語吹き替え   | 日本語吹き替え | 日本語吹き替え |
| 役名                                 | 俳優                       | TV版             | LD版           |                |
| ------------------------------------ | -------------------------- | ---------------- | -------------- | -------------- |
| コワルスキー                         | バリー・ニューマン         | 新田昌玄         | 野沢那智       |                |
| ラジオDJスーパー・ソウル             | クリーヴォン・リトル       | ケン・サンダース | 小林克也       |                |
| ドラッグ・ディーラーのジェイク       | リー・ウィーバー           |                  | 青野武         |                |
| 陸送屋サンディ                       | カール・スウェンソン       |                  |                |                |
| 砂漠の蛇獲りの老人                   | ディーン・ジャガー         | 天草四郎         | 千葉耕市       |                |
| フーバー助祭                         | スティーブン・ダーデン     |                  |                |                |
| 警官チャーリー                       | ポール・コスロ             |                  |                |                |
| 中年警官コリンズ                     | ボブ・ドナー               |                  |                |                |
| バイカーのエンジェル                 | ティモシー・スコット       |                  | 安原義人       |                |
| ヌード・ライダー                     | ギルダ・テクスター         |                  | 山田栄子       |                |
| ゲイのヒッチハイカー                 | アンソニー・ジェームズ     |                  |                |                |
| ゲイのヒッチハイカー                 | アーサー・マレット         |                  |                |                |
| ベラ                                 | ビクトリア・メドリン       | 小谷野美智子     |                |                |
| ヒッチハイカー（イギリス公開版のみ） | シャーロット・ランプリング |                  |                |                |

## サウンド・トラック（一部）
- title10   Freedom of Expression

、歌手10          = The J.B. Pickers
writer10        = Jimmy Bowen
- title11         = Mississippi Queen

、歌手11        = マウンテン
| writer11        = Leslie Westほか
- title12         = Sing Out for Jesus

| 歌手12          = Big Mama Thornton
| writer12        = Kim Carnes
- title13         = Over Me

| 歌手13          = Bob Segarini and Randy Bishop
| writer13        = Bob Segarini, Randy Bishop
- title14         = Nobody Knows

| 歌手14          = キム・カーンズ

## DVD
- TV版 - 通常版DVD/BD、コレクターズエディションDVD収録
- LD版 - 二ヶ国語版LD、コレクターズエディションDVD収録

## 関連書籍
- ブラックアンドブルー編『American film 1967-72―「アメリカン・ニューシネマ」の神話 』、1998年、ネコ・パブリッシング